# Pónyri
Pónyri (ruso: По́ныри) es un asentamiento de tipo urbano de Rusia, capital del raión homónimo en la óblast de Kursk.
En 2021, el asentamiento tenía una población de 4916 habitantes. En su territorio no hay pedanías.
Se ubica unos 75 km al norte de la capital regional Kursk, junto al límite con la óblast de Oriol.

## Historia
En su origen, Pónyri no era una localidad, sino una vólost en el que se ubicaban dos pueblos llamados 1-e Pónyri y 2-e Pónyri, que actualmente son asentamientos rurales dentro del raión de Pónyri. La vólost formaba parte del uyezd de Fatezh, en la gobernación de Kursk. Era un área rural poco poblada, aunque quedó detalladamente descrita en 1787, cuando Catalina II pasó por aquí en su viaje a Crimea. En 1868 se construyó aquí una estación ferroviaria en la línea de Oriol a Kursk, y la actual localidad fue fundada como poblado ferroviario para dar servicio a la estación. En 1902 se estableció la sede administrativa de la vólost en el poblado ferroviario. La Unión Soviética le dio el estatus de capital distrital en 1928, cuando se definieron los raiones de la óblast de Chernozem Central, y el de asentamiento de tipo urbano en 1971.